# Udo Jürgens
Pour les articles homonymes, voir Jürgens et Böckelmann.
Udo Jürgens, né Udo Jürgen Bockelmann le 30 septembre 1934 à Klagenfurt (Carinthie, Autriche) et mort le 21 décembre 2014 à Münsterlingen (Thurgovie, Suisse), est un compositeur et chanteur de schlager autrichien.
Jürgens, qui a vendu plus de 100 millions de disques, est célèbre dans les pays germanophones. Il remporte le Concours Eurovision de la chanson 1966 pour l'Autriche en interprétant Merci, Chérie.

## Biographie

### Jeunesse
Udo Jürgen Bockelmann a grandi à Ottmanach, un village de la municipalité de Magdalensberg située en Carinthie, dans le sud de l'Autriche. Il apprend à jouer de l'harmonica et de l'accordéon durant son enfance, avant d'étudier au conservatoire de Klagenfurt dès l'âge de 12 ans,, puis au Mozarteum de Salzbourg. Il effectue un court passage dans les Jeunesses hitlériennes, où il est jugé trop délicat, et subit une perte auditive de l'oreille gauche après avoir été battu,.

### Carrière musicale

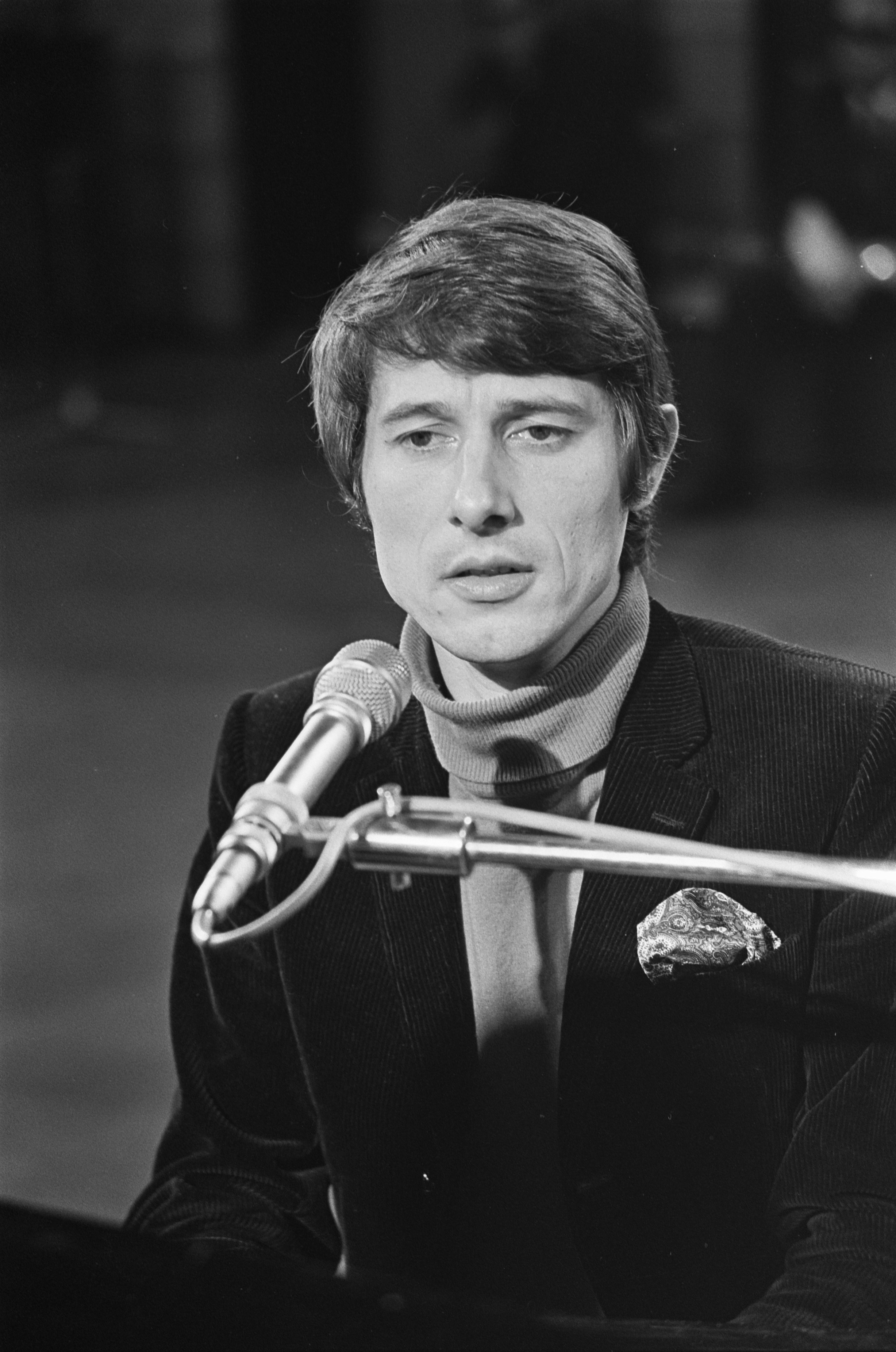
Udo Jürgens au Grand gala du Disque populaire (1968).

En 1950, Udo Jürgens remporte un concours de composition organisé par la télévision publique autrichienne ORF avec la chanson Je t'aime,. Dans les années 1950, il commence sa carrière en chantant dans des bars et des clubs et commence à enregistrer.
Durant les années 1960, Udo Jürgens représente l'Autriche à trois reprises au Concours Eurovision de la chanson. En 1964, il se classe 6e avec Warum nur, warum?. Il finit 4e en 1965 avec Sag ihr, ich lass sie grüßen. Jürgens remporte le concours en 1966 avec Merci, Chérie, l'une de ses compositions, écrite avec l'aide du parolier Thomas Hörbiger,. Ses chansons sont interprétées par des artistes étrangers. En 1960, il écrit le tube mondial Reach for the Stars interprété par Shirley Bassey. En 1964, Matt Monro enregistre une version en langue anglaise de Warum nur, warum?, intitulée Walk Away. La chanson se classe 4e du hit parade britannique et 2e du hit parade américain. Deux ans plus tard, Vince Hill (en) reprend Merci, Chérie, qui se classe parmi les meilleures ventes de l'année dans les pays germanophones, au Benelux et en France.
En 1970, il donne 200 concerts en Allemagne, en Autriche, en Suisse et dans les pays d'Europe de l'Est. Durant cette tournée, il attire au total 500 000 spectateurs. Udo Jürgens enregistre d'autres succès comme Griechischer Wein, mélodie reprise par le club de rugby de Bayonne,l'Aviron Bayonnais dans sa fameuse " Pena bayonnaise",Aber bitte mit Sahne, Mit 66 Jahren, un de ses plus gros tubes, et Buenos Días, Argentina, qu'il enregistre avec l'équipe d'Allemagne de football à l'occasion de la coupe du monde 1978,.
Parce que le chanteur joue lui-même du piano lors de ses apparitions, on le compare à Billy Joel, mais il est toujours accompagné d’un orchestre. 220 000 personnes assistent à son concert à Vienne en 1992, ce qui demeure l’un des plus gros concerts en Europe. Udo Jürgens fait encore des tournées et participe régulièrement à des émissions télévisées. Il attire des foules de tout âge.
Udo Jürgens fait partie des chanteurs les plus célèbres dans les pays germanophones. Au cours de sa carrière, qui a duré plus d'un demi-siècle, il a composé plus de 1 000 chansons et a enregistré plus de 50 albums. Les ventes de ses disques sont estimées à plus de 100 millions d'exemplaires,.

### Autres activités
En 1966, Udo Jürgens tient un rôle dans le film Das Spukschloß im Salzkammergut. Il apparaît également dans la série télévisée Das Traumschiff (de) diffusée en Allemagne par la ZDF.
Il joue également en compagnie de Françoise Hardy dans le film Françoise et Udo de Pierre Koralnik produit en 1968 pour l’ORTF. Ce film, mêlant vie réelle et fiction, sera censuré à la télévision française du fait d’une scène déshabillée dans un lit… Il fut diffusé pour la 1ère fois en FRANCE dans REMBOB'INA le 6 juin 2011 sur LCP (en présence du réalisateur et au téléphone de la chanteuse). Mais il fut diffusé en Allemagne et en Autriche.
Son autobiographie, Der Mann mit dem Fagott, écrite en collaboration avec Michaela Moritz, paraît en 2004. Elle est adaptée pour la télévision en 2011. Le téléfilm en deux parties, également titré Der Mann mit dem Fagott (de), raconte l'histoire de la famille Bockelmann sur trois générations. Il est diffusé par ORF en Autriche et par ARD en Allemagne.

### Vie privée

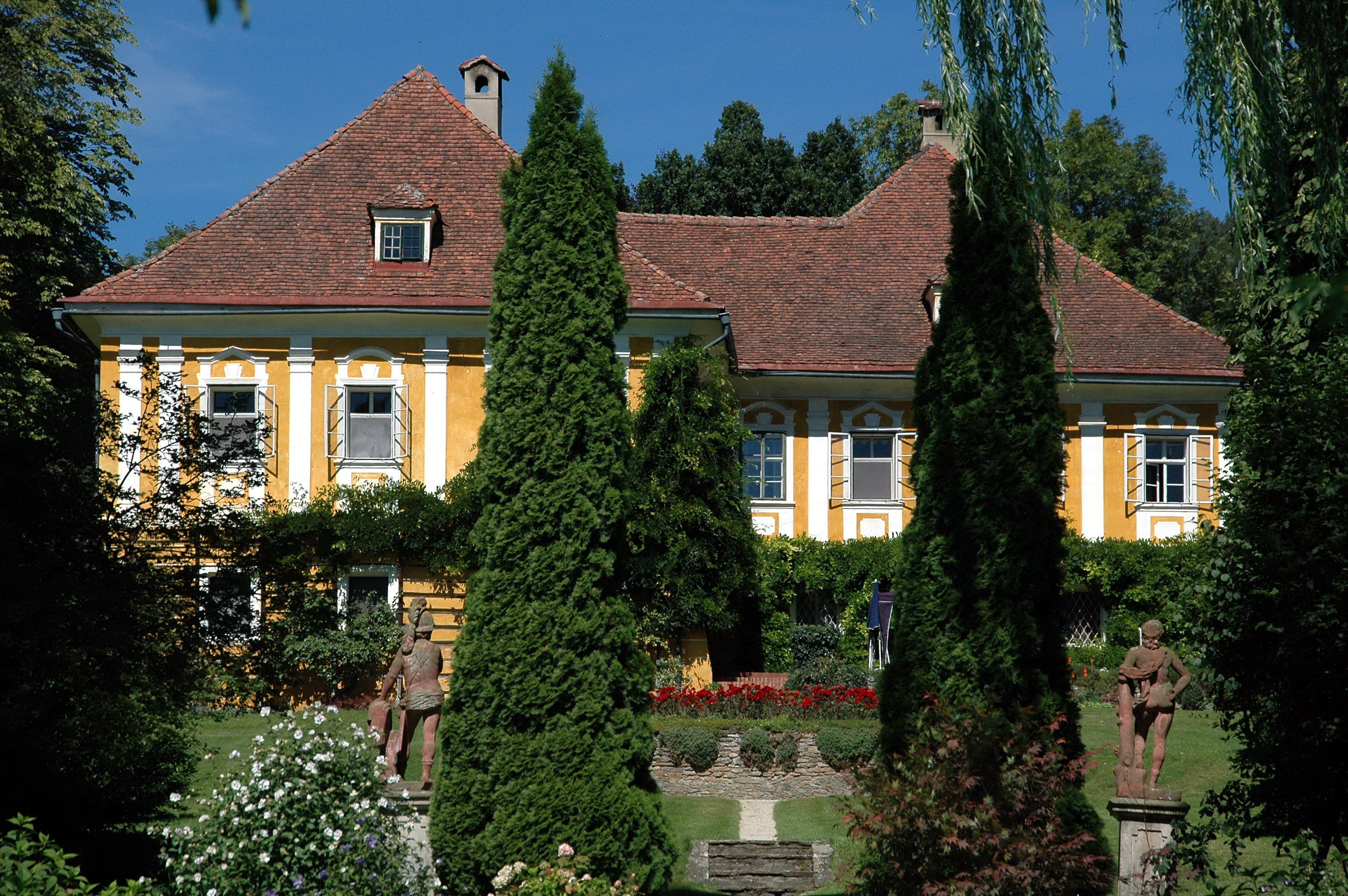
Le château d'Ottmanach à Magdalensberg (Carinthie), résidence de la famille d'Udo Jürgens.

Le grand-père du chanteur, Heinrich Bockelmann, est banquier. Son oncle Werner Bockelmann (de), né en 1907, exerce la fonction de maire de Francfort-sur-le-Main de 1957 à 1964. Sa mère Katherine, née en 1908 et morte en 1989, est la sœur du peintre Hans Arp. Le frère du chanteur, Manfred Bockelmann, né en 1943, est peintre et photographe.
Udo Jürgens épouse en 1964 le mannequin Erika Meier. Le couple, qui a deux enfants, divorce en 1989. Le chanteur se remarie en 1999 avec Corinna Reinhold, qui lui donne deux autres enfants. Ils se séparent en 2005.
Le chanteur s'établit à Zurich en 1977 et obtient la nationalité suisse en 2007. Le 21 décembre 2014, au cours d'une promenade à Gottlieben, près du lac de Constance, il est victime d'une crise cardiaque et s'effondre. Il meurt après avoir été transporté à l'hôpital de Münsterlingen,.

## Récompenses
En 2014, Udo Jürgens est récompensé pour l'ensemble de son œuvre. Il reçoit un Deutscher Musikautorenpreis (de) décerné par la société de gestion des droits d'auteur GEMA.

## Discographie

### Albums
- 1967 : Was ich dir sagen will
- 1967 : Portrait in Musik II
- 1967 : Chansons
- 1967 : Wünsche zur Weihnachtszeit
- 1968 : Mein Lied für dich
- 1968 : Udo
- 1969 : Portrait International
- 1969 : Udo '70
- 1970 : Udo '71
- 1971 : So weit die Züge geh'n
- 1972 : Ich bin wieder da
- 1973 : Es ist Zeit für die Liebe
- 1974 : Udo heute
- 1974 : Meine Lieder
- 1975 : Udo '75 – Ein neuer Morgen
- 1976 : Meine Lieder 2
- 1977 : Meine Lieder 77
- 1977 : Lieder, die auf Reisen gehen
- 1978 : Nur ein Lächeln
- 1979 : Udo '80
- 1981 : Willkommen in meinem Leben
- 1981 : Leave a Little Love
- 1982 : Silberstreifen (incluant la chanson Ich war noch niemals in New York)
- 1983 : Traumtänzer
- 1984 : Hautnah
- 1985 : Treibjagd
- 1986 : Deinetwegen
- 1988 : Das blaue Album
- 1989 : Ohne Maske
- 1991 : Geradeaus!
- 1993 : Café Größenwahn
- 1996 : Zärtlicher Chao
- 1999 : Ich werde da sein
- 2002 : Es lebe das Laster
- 2003 : Es werde Licht (de)
- 2005 : Jetzt oder nie (de)
- 2008 : Einfach ich (de)
- 2011 : Der ganz normale Wahnsinn (de)
- 2014 : Mitten im Leben (de)

### Chansons
- Liste de chansons écrites par Udo Jürgens
- Liste de chansons interprétées par Udo Jürgens

## Ouvrage
- (de) Der Mann mit dem Fagott : Roman (en collaboration avec Michaela Moritz), Münich : Limes, 2004, 702 p. (ISBN 9783809024828)